# Paulette Mercier
Pour les articles homonymes, voir Perrottet et Mercier.
Paulette Mercier, née le 5 janvier 1911 à Privas et morte le 30 juin 2006 à Montélimar, est une pharmacienne et médecin française, résistante des maquis de l'Ain et du Haut-Jura.

## Biographie
Elle rencontre Émile Mercier au cours de ses études de pharmacie à Lyon. Ils se marient en 1935, année où elle s'installe comme pharmacien à Nantua au 30 rue Nationale. Émile et Paulette Mercier ont eu quatre enfants. Pendant la Seconde Guerre mondiale, elle assiste son mari au sein du réseau Pat O'Leary puis dans l'organisation médicale des maquis de l'Ain et du Haut-Jura. Le 14 décembre 1943, Émile Mercier est exécuté par les Allemands.
En juillet 1944, elle rejoint la colonie de vacances de la Gotette à Apremont où sont soignés les blessés des combats. Elle participe à la retraite de onze jours en forêt, qui conduit les blessés au Crêt de Chalam où est basé Noël Perrotot. Elle assiste le chirurgien anglais « Parsifal » lors des opérations sur place.
Après-guerre (durant laquelle elle a perdu son mari et sa sœur), elle reprend ses études et devient médecin.

## Distinctions
- Chevalier de la Légion d'honneur[Quand ?][1]
- Croix de guerre 1939–1945[1]
- Médaille de la Résistance française (décret du 15 octobre 1945)[1]